# Symphostemon
Symphostemon  é um gênero botânico da família Lamiaceae

## Espécies
- Symphostemon articulatus
- Symphostemon insolitus
- Symphostemon segethi